# Кипшидзе, Николай Андреевич
Николай Андреевич Кипшидзе (груз. ნიკო ანდრეის ძე ყიფშიძე, 6 декабря 1887 — 6 июня 1954) — грузинский советский медик, хозяйственный, государственный и политический деятель.

## Биография
Родился в 1887 году.
В 1914—1954 гг. — врач в русской армии, ассистент кафедры госпитальной терапии медицинского факультета Тбилисского университета/медицинского института, заведующий кафедрой факультетской терапии Тбилисского медицинского института и одновременно профессор Тбилисского государственного института усовершенствования врачей.
Действительный член АН Грузинской ССР, заслуженный деятель науки Грузинской ССР.
Избирался депутатом Верховного Совета СССР 2-го и 3-го созывов.
Умер в 1954 году в Тбилиси.

## Известные адреса
Тбилиси, проспект Руставели, 54 (дом Габашвили)